# DAF Trucks NV

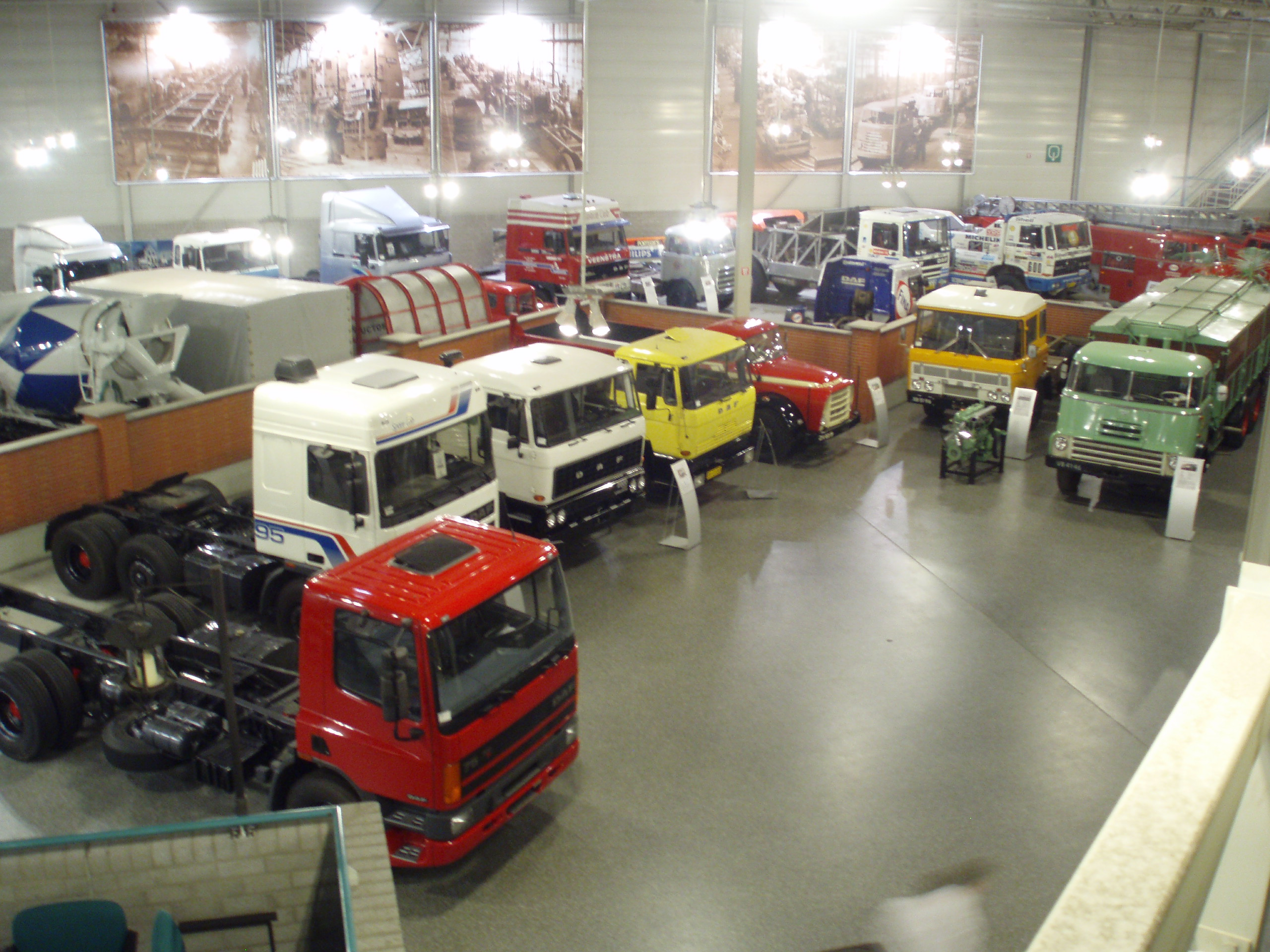
Varios camiones DAF en el Museo DAF, Eindhoven.

DAF Trucks NV (o en su abreviación: van Doorne's Aanhangwagen Fabriek) es un fabricante de vehículos neerlandés, subsidiaria de Paccar desde 1996. Su sede y su factoría principal se encuentran en Eindhoven. En la planta localizada en Westerlo, Bélgica, se produce el montaje de cabinas y ejes de los camiones. Algunos modelos de camiones vendidos bajo la marca DAF están diseñados y son construidos por Leyland Trucks en su fábrica de Inglaterra.

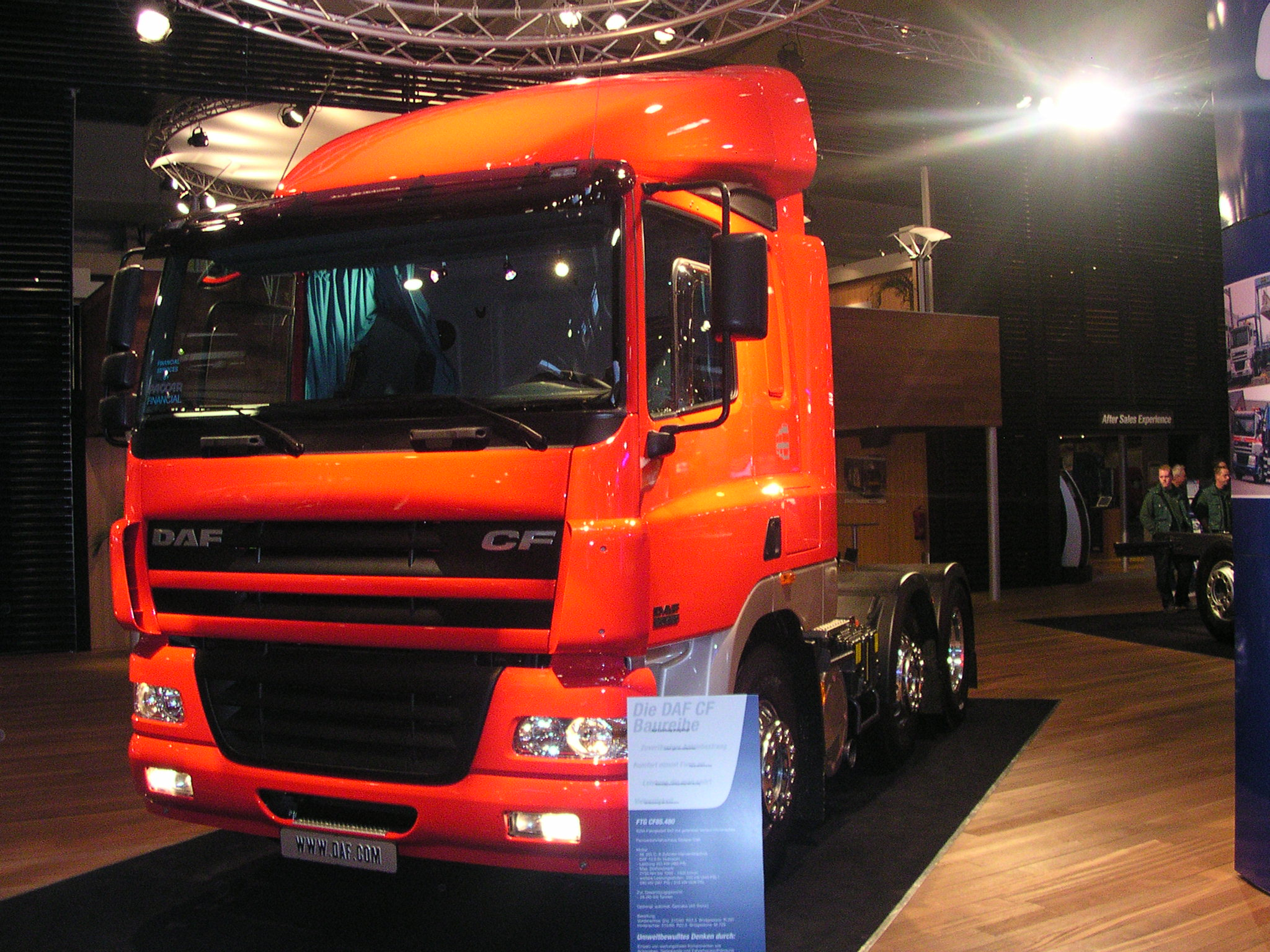
Cabeza tractora DAF CF 85 6x2.

Durante los años 1960 se creó una división para la fabricación de automóviles, la cual fue vendida a Volvo en 1975.
En el ámbito deportivo, los camiones DAF han participado en competiciones de velocidad en las European Truck Race series y en competiciones de rally raid, llegando a ganar el Rally Dakar de 1987 con Jan de Rooy como piloto.

## Modelos de turismos
- DAF Daffodil
- DAF 33 (1967-1974)
- DAF 44 (1966-1974)
- DAF 46 (1974-1976)
- DAF 55 (1967-1972)
- DAF 66 (1972-1975)